# Marta María Pérez Bravo
Marta María Pérez Bravo es una artista cubana, más conocida por su fotografía en blanco y negro basada en los sueños, usualmente utilizando su propio cuerpo como el sujeto central para expresar sus creencias mitológicas.

## Educación
Pérez Bravo se graduó en Pintura en la Academia Nacional de Bellas Artes San Alejandro en 1979 y en el Instituto Superior de Arte en 1984. Mientras estudiaba pintura en ambas instituciones, hizo un proyecto de fotografía para su tesis y ha trabajado en ese desde entonces. Ella vivió en la Habana hasta 1995, cuando se trasladó a Monterrey, México.

## Obra
Su trabajo usualmente consiste en fotografías en blanco y negro con formato pequeño, en las que ella usa su cuerpo como una vía para expresar su perspectiva religiosa y cultural. Ella se encuentra profundamente conectada con su herencia cultural, especialmente con las creencias religiosas de la santería caribeño-africana. La santería considera que la divinidad se encuentra en todas las cosas, aún en los objetos cotidianos. Estos objetos son usualmente "exvotos y otros elementos de los conocimientos populares" de la cultura cubana. Esta es la razón por la que Bravo elige esos objetos familiares como ropa, ramas de árbol y animales para expresar la naturaleza divina de todas las cosas. Sus fotografías tienden a expresar su propio camino espiritual, documentando su progreso mediante abstracciones y sueños en fotografías.
Una gran parte de su trabajo también consiste en autorretratos que están destinados a desmitificar la maternidad mostrando su cuerpo de maneras que pueda desafiar el culto a la belleza. Sus retos en el parto sirvieron como inspiración para sus series llamadas "Concepción" y "Memorias de nuestro bebé". Un método que ella utiliza para lograrlo es representar su cuerpo en circunstancias de violencia física.
El trabajo de Bravo ha sido presentado alrededor del mundo, incluido el IV Bienal de La Habana, el V Bienal de Estambul, Turquía, y el Bienal de Kwangju, en Corea del Sur. Su trabajo también se encuentra en muchas exhibiciones de museos tales como:
- Museo de Arte Moderno de San Francisco
- Museo del Barrio, Nueva York
- Museo de Arte Contemporáneo, Brisbane, Australia
- Museo Fridericianum, Kassel, Alemania
- Museo Muesarnok, Budapest, Hungría
- Museo Alejandro Otero, Caracas, Venezuela
- Galería de Arte Winnipeg, OttawaCanadá
- Galería Nacional de Canadá
- Menil Collection, Houston
- Museo Louisiana de Arte Moderno, Dinamarca
- Museo de Bellas Artes, Houston
- Wichita Art Museum, Kansas
- Palacio de Bellas Artes (Ciudad de México)
- Mead Art Museum, Massachusetts
- Museo de Arte de Miami, Florida
- Los Angeles County Museum of Art, Los Ángeles
- The Samuel P Harn Museum of Art, University of Florida, Florida